# Yoshiki Hiraki
Yoshiki Hiraki (japanisch 平木 良樹 Hiraki Yoshiki; * 17. Oktober 1986 in Yachimata) ist ein ehemaliger japanischer Fußballspieler.

## Karriere
Hiraki erlernte das Fußballspielen in der Schulmannschaft der Ryutsu Keizai University Kashiwa High School und der Universitätsmannschaft der Ryūtsū-Keizai-Universität. Seinen ersten Vertrag unterschrieb er 2009 bei Nagoya Grampus. Der Verein spielte in der höchsten Liga des Landes, der J1 League. 2010 wechselte er zum Zweitligisten Roasso Kumamoto. Für den Verein absolvierte er 11 Ligaspiele. 2011 wechselte er zum Ligakonkurrenten Shonan Bellmare. Für den Verein absolvierte er drei Ligaspiele. Danach spielte er bei Blaublitz Akita, Vonds Ichihara und Artista Asama.

## Erfolge
Nagoya Grampus
- Kaiserpokal

Finalist: 2009